# Edmond Crahay
Edmond Norbert Maria Crahay (ur. 2 września 1883 w Antwerpii, zm. 29 marca 1957 w Kapellen) – belgijski szermierz, brązowy medalista olimpijski.
Wystąpił na olimpiadzie letniej w Atenach w 1906, gdzie Belgowie w składzie: Constant Cloquet, Edmond Crahay, Philippe Le Hardy de Beaulieu i Fernand de Montigny zdobyli brązowy medal w szpadzie drużynowej. W szpadzie indywidualnej dotarł do półfinałów. Startował także w turnieju floretu indywidualnego, w którym odpadł w pierwszej rundzie. Były to jego jedyne starty olimpijskie.